# 스위스 의공과학 전문 아카데미

스위스 의공과학 전문 아카데미(Académie suisse des sciences médicales)는 스위스의 국립 2년제 전문학원이다. 1943년 스위스 베른에서 첫 개교되어 그 이후 현재에 이르고 있는 유럽 국가에서 제법 이름 있는 의공과학 전문 아카데미라 알려져 있다.